# 7 tháng 3
Ngày 7 tháng 3 là ngày thứ 66 (67 trong năm nhuận) trong lịch Gregory. Còn 299 ngày trong năm.

## Sự kiện
- 238 – Các thần dân La Mã tại tỉnh Africa nổi dậy chống lại Maximinus Thrax và bầu chọn Gordianus I làm hoàng đế.
- 321 – Constantinus Đại đế ban chiếu chỉ viết rằng các ngày Sol Invictus (Chủ nhật) là ngày nghỉ tại Đế quốc La Mã.
- 1842 – Friedrich Franz II trở thành Đại công tước của Đại công quốc Mecklenburg-Schwerin.
- 1862 – Nội chiến Hoa Kỳ: Trận Pea Ridge tại phần tây bắc của Arkansas.
- 1876 – Alexander Graham Bell được Hoa Kỳ cấp một bằng sáng chế cho một phát minh mà ông gọi là điện thoại.
- 1929 – thành lập Chi bộ Cộng sản đầu tiên của Đông Dương (tại nhà 5D Hàm Long, Hà Nội, Việt Nam).
- 1946 – tại Bắc Bộ phủ, (Hà Nội), Hồ Chí Minh tiếp đại diện Pháp bàn việc triển khai Hiệp định sơ bộ Pháp - Việt 1946.
- 1954 – Đặng Kinh (sau là Trung tướng, Phó Tổng tham mưu trưởng Quân đội nhân dân Việt Nam) chỉ huy một đơn vị, đột nhập sân bay Cát Bi, Hải Phòng, phá đường bǎng, kho tàng và 60 máy bay.
- 1971 – Nhà lãnh đạo chính trị Sheikh Mujibur Rahman của Đông Pakistan (nay là Bangladesh) có bài phát biểu có tính lịch sử tại Dhaka.
- 1985 – Nhạc phẩm "We Are the World" được phát hành trên quy mô quốc tế.
- 2009 – Tàu vũ trụ Kepler được phóng, nó được thiết kế để phát hiện các hành tinh kiểu Trái Đất đi theo quỹ đạo của các sao khác.
- 1916 – BMW thành lập tại München, Đức
- 2001 – thành lập Vùng 3 Cảnh sát biển Việt Nam.

## Sinh
- 189 – Publius Septimius Geta, hoàng đế La Mã
- 1481 – Baldassare Peruzzi, kiến trúc sư, họa sĩ người Ý (m. 1537)
- 1556 – Guillaume du Vair, nhà văn người Pháp (m. 1621)
- 1671 – Robert Roy MacGregor, nhạc dân gian người anh hùng người Scotland (m. 1734)
- 1678 – Filippo Juvara, kiến trúc sư người Ý (m. 1736)
- 1687 – Jean Lebeuf, sử gia người Pháp (m. 1760)
- 1715
  - Ewald Christian von Kleist, nhà thơ người Đức (m. 1759)
  - Ephraim Williams, người làm việc thiện người Mỹ (m. 1755)
- 1730 – Baron de Breteuil, chính khách người Pháp (m. 1807)
- 1785 – Alessandro Manzoni, nhà văn người Ý (m. 1873)
- 1788 – Antoine César Becquerel, nhà vật lý người Pháp (m. 1878)
- 1792 – John Herschel, nhà toán học, nhà thiên văn người Anh (m. 1871)
- 1837 – Draper, thầy thuốc, nhà thiên văn người Mỹ (m. 1882)
- 1849 – Luther Burbank, nhà thực vật học người Mỹ (m. 1926)
- 1850 – Champ Clark, chính khách người Mỹ (m. 1921)
- 1857 – Julius Wagner-Jauregg, nhà nghiên cứu thần kinh học, giải Nobel Sinh lý và Y khoa người Áo (m. 1940)
- 1872 – Piet Mondrian, họa sĩ người Đức (m. 1944)
- 1873 – Madame Sul-Te-Wan, nữ diễn viên người Mỹ (m. 1959)
- 1875 – Maurice Ravel, nhà soạn nhạc người Pháp (m. 1937)
- 1878 – Kustodiev, họa sĩ người Nga (m. 1927)
- 1887 – Heino Eller, nhà soạn nhạc người Estonia (m. 1970)
- 1888 – Alidius Warmoldus Lambertus Tjarda van Starkenborgh Stachouwer, luật sư, chính khách người Đức (m. 1978)
- 1893 – Avery, nghệ sĩ người Mỹ (m. 1965)
- 1902 – Rühmann, diễn viên người Đức (m. 1994)
- 1904 – Ballangrud, vận động viên trượt băng tốc độ người Na Uy (m. 1969)
- 1908 – Magnani, nữ diễn viên người Ý (m. 1973)
- 1915 – Chaban-Delmas, chính khách người Pháp (m. 2000)
- 1917 – Lee Young, nhạc Jazz nhạc công đánh trống, ca sĩ người Mỹ
- 1922 – Aleksandrovna Ladyzhenskaya, nhà toán học người Nga (m. 2004)
- 1927
  - James Broderick, diễn viên người Mỹ (m. 1982)
  - Jean-Paul Desbiens, nhà văn, giáo viên Quebec (m. 2006)
- 1932 – Gene Shalit, nhà phê bình phim người Mỹ
- 1933 – Jackie Blanchflower, cầu thủ bóng đá người Bắc Ireland (m. 1998)
- 1934 – Katsaros, nhạc sĩ, nhà soạn nhạc người Hy Lạp
- 1938
  - Baltimore, nhà sinh vật học, giải thưởng Nobel người Mỹ
  - Janet Guthrie, người lái xe đua người Mỹ
- 1940
  - Rudi Dutschke, sinh viên lãnh tụ người Đức (m. 1979)
  - Daniel J. Travanti, diễn viên người Mỹ
- 1942
  - Tammy Faye Bakker, televangelist người Mỹ (m. 2007)
  - Charles R. Boutin, chính khách người Mỹ
- 1944
  - Stanley Schmidt, chủ bút người Mỹ
  - Townes Van Zandt, nhạc sĩ, người sáng tác bài hát người Mỹ (m. 1997)
- 1945 – John Heard, diễn viên người Mỹ
- 1947
  - Richard Lawson, diễn viên người Mỹ
  - Helen Eadie, chính khách người Scotland
- 1949 – Ghulam Nabi Azad, chính khách Ấn Độ
- 1950
  - Iris Chacon, ca sĩ, diễn viên múa người Puerto Rican
  - Billy Joe Dupree, cầu thủ bóng đá người Mỹ
  - Franco Harris, cầu thủ bóng đá người Mỹ
- 1952 – Lynn Swann, cầu thủ bóng đá người Mỹ
- 1955 – Tommy Kramer, cầu thủ bóng đá người Mỹ
- 1956 – Bryan Cranston, diễn viên người Mỹ
- 1958
  - Alan Hale, nhà thiên văn người Mỹ
  - Rik Mayall, diễn viên người Anh
- 1959 – Donna Murphy, nữ diễn viên người Mỹ
- 1960
  - Joe Carter, vận động viên bóng chày người Mỹ
  - Ivan Lendl, vận động viên quần vợt người Séc
- 1962 – Taylor Dayne, ca sĩ người Mỹ
- 1963
  - Bill Brochtrup, diễn viên người Mỹ
  - Denyce Graves, ca sĩ người Mỹ
- 1964 – Bret Easton Ellis, nhà văn người Mỹ
- 1965
  - Jack Armstrong, vận động viên bóng chày người Mỹ
  - Steve Beuerlein, cầu thủ bóng đá người Mỹ
  - Jesper Parnevik, vận động viên golf người Thụy Điển
- 1968
  - Denis Boucher, vận động viên bóng chày người Canada
  - Jeff Kent, vận động viên bóng chày người Mỹ
- 1969 – Hideki Noda, người đua xe người Nhật Bản
- 1971
  - Rachel Weisz, nữ diễn viên người Anh
  - Peter Sarsgaard, diễn viên người Mỹ
- 1972
  - Jang Dong-gun, diễn viên, nhạc sĩ người Hàn Quốc
  - Maxim Roy, nữ diễn viên Quebec
- 1973
  - Ray Parlour, cầu thủ bóng đá người Anh
  - Jason Bright, người đua xe người Úc
- 1974
  - Larry Bagby, diễn viên, nhạc sĩ người Mỹ
  - Jenna Fischer, nữ diễn viên người Mỹ
  - Facundo Sava, cầu thủ bóng đá người Argentina
- 1976 – Chelsea Charms, nữ diễn viên phim khiêu dâm người Mỹ
- 1977
  - Gianluca Grava, cầu thủ bóng đá người Ý
  - Ronan O'Gara, cầu thủ Liên đoàn Bóng bầu dục người Ireland
  - Mitja Zastrow, vận động viên bơi lội người Đức
- 1980 – Laura Prepon, nữ diễn viên người Mỹ
- 1983 – Manucho, cầu thủ bóng đá người Angola
- 1984 – Mathieu Flamini, cầu thủ bóng đá người Pháp
- 1985 – Thomas Erak, nghệ sĩ đàn ghita người Mỹ
- 1986 – Ben Griffin, cầu thủ bóng đá người Úc
- 1992 – Bel Powley, nữ diễn viên người Anh
- 1994 – Jordan Pickford, cầu thủ bóng đá người Anh
- 1997 – Thomas Hayes, diễn viên người Na Uy
- 1999 – Ronald Araújo, cầu thủ bóng đá người Uruguay

## Mất
- 161 – Antoninus Pius, hoàng đế La Mã
- 851 – Nominoe, công tước Brittany
- 1274 – Thomas Aquinas, nhà triết học (s. 1225)
- 1625 – Johann Bayer, nhà thiên văn người Đức (s. 1572)
- 1778 – Charles De Geer, nhà tư bản công nghiệp người Thụy Điển (s. 1720)
- 1847 – Lê Thị Lộc, phong hiệu Quý nhân, thứ phi của vua Minh Mạng (s. 1809).
- 1904 – Ferdinand André Fouqué, nhà địa chất người Pháp (s. 1828)
- 1928 – Robert Abbe, bác sĩ giải phẫu người Mỹ (s. 1851)
- 1938 – Andreas Michalakopoulos, chính khách, thủ tướng Hy Lạp người Hy Lạp (s. 1876)
- 1944 – Tô Hiệu, nhà hoạt động cách mạng của Đảng Cộng sản Việt Nam (s.1912)
- 1949 – Francis Dodd, nghệ sĩ người Anh (s. 1874)
- 1952 – Paramahansa Yogananda, Guru Ấn Độ (s. 1893)
- 1954 – Otto Diels, giải thưởng Nobel (s. 1876)
- 1957 – Wyndham Lewis, tác gia người Anh (s. 1882)
- 1974 – Alberto Rabagliati, ca sĩ, diễn viên người Ý (s. 1906)
- 1975 – Mikhail Bakhtin, nhà triết học người Nga (s. 1895)
- 1975 – Ben Blue, diễn viên người Canada (s. 1901)
- 1976 – Wright Patman, chính khách người Mỹ (s. 1893)
- 1978 – Steve Bilko, vận động viên bóng chày người Mỹ (s. 1928)
- 1981 – Kiril Kondrashin, người chỉ huy dàn nhạc người Nga (s. 1914)
- 1983
  - Á Nam Trần Tuấn Khải, nhà thơ Việt Nam (s. 1895)
  - Igor Markevitch, người chỉ huy dàn nhạc, nhà soạn nhạc người Ukraina (s. 1912)
- 1984 – Paul Rotha, người đạo diễn người Anh (s. 1907)
- 1986 – Jacob Javits, chính khách người Mỹ (s. 1904)
- 1988
  - Divine, diễn viên người Mỹ (s. 1945)
  - Robert Livingston, diễn viên người Mỹ (s. 1904)
- 1991 – Cool Papa Bell, vận động viên bóng chày người Mỹ (s. 1903)
- 1995 – Paul-Émile Victor, nhà thám hiểm người Pháp (s. 1907)
- 1997 – Edward Mills Purcell, giải thưởng Nobel (s. 1912)
- 1999 – Stanley Kubrick, đạo diễn phim người Mỹ (s. 1928)
- 2000 – Charles Gray, diễn viên người Anh (s. 1928)
- 2001 – Frankie Carle, nghệ sĩ dương cầm, người chỉ huy dàn nhạc nhỏ người Mỹ (s. 1903)
- 2004 – Paul Winfield, diễn viên người Mỹ (s. 1941)
- 2005
  - John Box, thiết kế sản xuất phim, giám đốc mĩ thuật người Anh (s. 1920)
  - Debra Hill, người viết kịch bản phim, nhà sản xuất phim người Mỹ (s. 1950)
- 2006
  - Gordon Parks, nhà nhiếp ảnh (s. 1912)
  - John Junkin, người biểu diễn người Anh (s. 1930)
- 2009 -Jang Ja Yeon-Diễn viên Hàn Quốc
- 2018 - Phaolô Bùi Văn Đọc, Tổng Giám mục Tổng giáo phận Thành phố Hồ Chí Minh (s.1944)